# Parlamentarischer Untersuchungsausschuss Elbphilharmonie
Der Parlamentarische Untersuchungsausschuss „Elbphilharmonie“ (kurz: PUA Elbphilharmonie) der Hamburgischen Bürgerschaft hatte die Aufgabe, die Kostenentwicklung und Verantwortlichkeiten beim Bauprojekt Elbphilharmonie zu klären und dem Parlament zu berichten, wie künftig bei großen Bauprojekten unverhältnismäßig hohe Kostensteigerungen zulasten der Stadt verhindert werden können.
Die rechtlichen Rahmenbedingungen für die Tätigkeit des Untersuchungsausschusses bildet Artikel 26 der Hamburgischen Verfassung in Verbindung mit den Vorschriften des Gesetzes über die Untersuchungsausschüsse der Hamburgischen Bürgerschaft.

## PUA Elbphilharmonie der 19. Wahlperiode

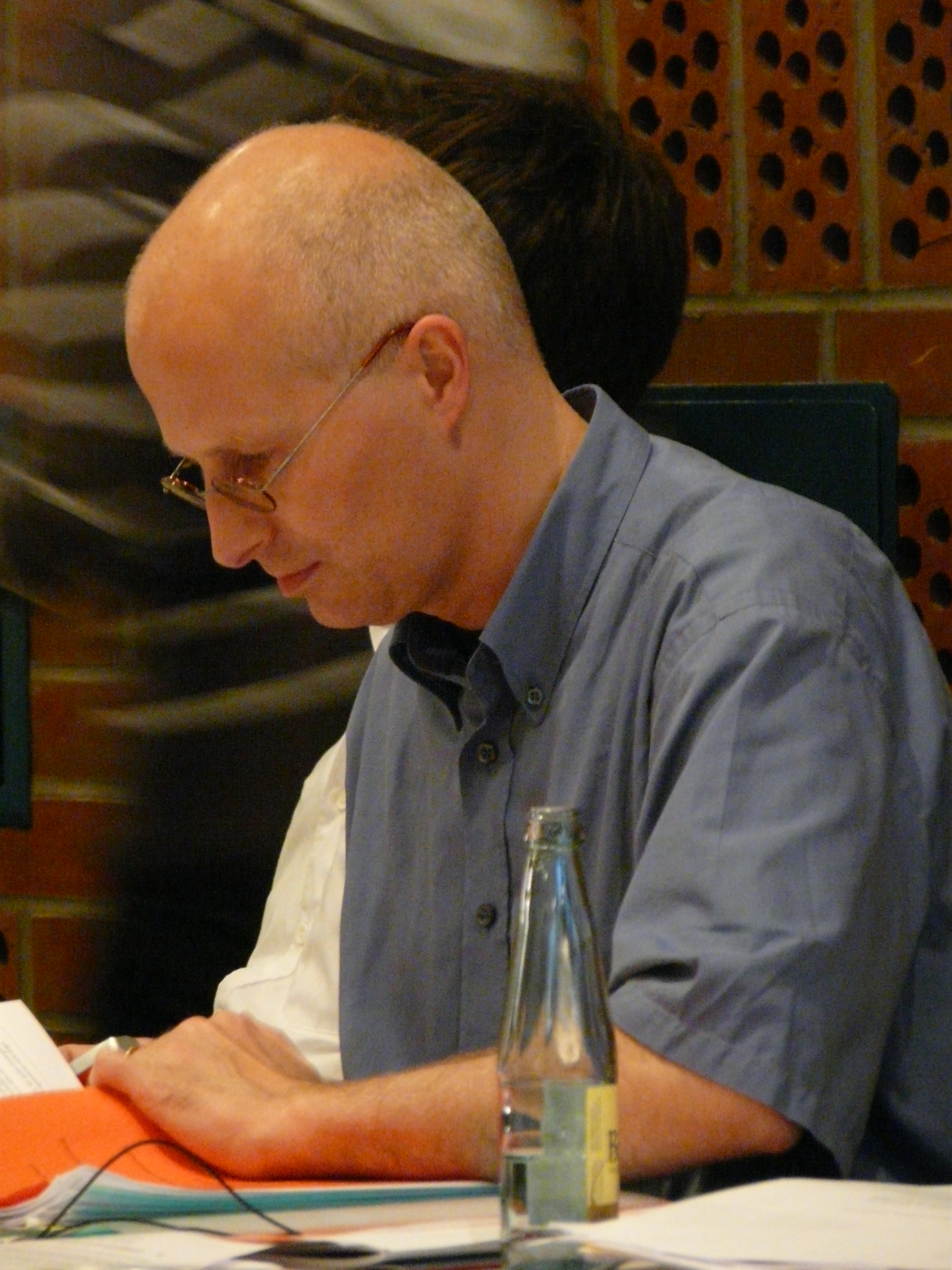
Peter Tschentscher, SPD: Vorsitzender des Untersuchungsausschusses Elbphilharmonie in der 19. Wahlperiode

Der erste PUA Elbphilharmonie wurde in der 19. Wahlperiode am 5. Mai 2010 einstimmig durch die Hamburgische Bürgerschaft, auf Antrag der SPD-Fraktion eingesetzt. Er war der 40. Untersuchungsausschuss seit 1946 und seine Aufgabe bestand darin, die Kostenentwicklung und Verantwortlichkeiten im Projekt Elbphilharmonie zu klären und dem Parlament zu berichten, wie künftig bei großen Bauprojekten unverhältnismäßig hohe Kostensteigerungen zulasten der Stadt verhindert werden können.
Der Ausschuss wurde mit elf Mitgliedern besetzt, davon fünf aus der CDU-Fraktion (Jörn Frommann, Jörg Hamann, Hans Lafrenz, Brigitta Martens, Rolf Reincke (bis 2. September 2010)), vier aus der SPD-Fraktion (Rolf-Dieter Klooß, Martina Koeppen, Christel Oldenburg und Peter Tschentscher als Vorsitzender), aus der GAL-Fraktion Horst Becker und aus der Fraktion Die Linke Norbert Hackbusch. Tschentscher war treibende Kraft bei der Einsetzung des Untersuchungsausschusses und gab dafür seine Mitgliedschaft im Untersuchungsausschuss HSH-Nordbank auf.
Am 12. Mai 2010 trat der Untersuchungsausschuss zu seiner konstituierenden Sitzung zusammen und bis zum 5. Januar 2011 wurden in zwölf Sitzungen zehn Zeugen vernommen sowie eine Inaugenscheinnahme der Baustelle der Elbphilharmonie durchgeführt.
Folgende Zeugen wurden vom Ausschuss vernommen:
- Hartmut Wegener (2. September 2010)
- Volkmar Schön (17. September 2010)
- Alexander Gérard (19. Oktober 2010)
- Dieter Becken (19. Oktober 2010)
- Hartmut Lohr (4. November 2010)
- Jochen Margedant (19. November 2010 und 5. Januar 2011)
- Axel Gedaschko (19. November 2010 und 5. Januar 2011)
- Reinhard Stuth (14. Dezember 2010)
- Lothar Ruf (14. Dezember 2010)
- Heribert Leutner (5. Januar 2011)

Die Hamburgische Bürgerschaft beschloss am 15. Dezember 2010 das vorzeitige Ende der Wahlperiode. Die daraus resultierenden Neuwahlen am 20. Februar 2011 hatten zur Folge, dass dieser Untersuchungsausschuss der Diskontinuität anheimfiel. Aus diesem Grund konnten die Untersuchungen nicht zu Ende geführt und nicht alle Zeugen vernommen und Akten ausgewertet werden. Der Ausschuss entschied daher, auf der Grundlage der bis dahin durchgeführten Untersuchungen einen Sachstandsbericht zu erstellen. Dieser wurde als Drucksache 19/8400 veröffentlicht und am 9. Februar 2011 in der Bürgerschaft beraten.

## PUA Elbphilharmonie der 20. Wahlperiode
Zum Ende der 19. Wahlperiode empfahl die Hamburgische Bürgerschaft am 9. Februar 2011 der neuen Bürgerschaft mehrheitlich, „die Tätigkeit des Parlamentarischen Untersuchungsausschusses Elbphilharmonie mit Beginn der nachfolgenden Legislatur fortzusetzen“. Auf ihrer 4. Sitzung am 14. April 2011 folgte die neu gewählte Bürgerschaft dieser Empfehlung und setzte den Untersuchungsausschuss Elbphilharmonie mehrheitlich mit den Stimmen der SPD, GAL, FDP und der Fraktion DIE LINKE gegen die Stimmen der CDU erneut ein.
Die konstituierende Sitzung des zweiten Parlamentarischen Untersuchungsausschusses „Elbphilharmonie“ fand am 19. April 2011 statt. Dem Ausschuss gehörten insgesamt elf Mitglieder an, sechs von der SPD, zwei von der CDU und jeweils ein Vertreter von GAL, FDP und DIE LINKE. Zum Ausschussvorsitzenden wurde der SPD-Abgeordnete Ole Thorben Buschhüter gewählt und zur stellvertretenden Ausschussvorsitzenden die SPD-Abgeordnete Andrea Rugbarth.
Der 640-seitige Abschlussbericht des Untersuchungsausschusses wurde am 3. April 2014, zweieinhalb Jahre vor der endgültigen Fertigstellung der Elbphilharmonie, veröffentlicht. und am 7. Mai 2014 in der Bürgerschaft debattiert.

## Untersuchungsauftrag
Der Untersuchungsauftrag lautete:

„Zu untersuchen ist das Verhalten der Behörden, Ämter und Stellen der Stadt und der politisch Verantwortlichen auf Senatsseite sowie der öffentlichen Unternehmen und Beteiligungen, wie z.B. der ReGe Hamburg Projekt-Realisierungsgesellschaft mbH (ReGe) und der Elbphilharmonie Hamburg Bau GmbH & Co. KG (Bau KG). Der Untersuchungsausschuss soll klären,
- worin die Ursachen der Kostenentwicklung für die Stadt liegen, ob Parlament und Öffentlichkeit zutreffend informiert wurden,
- wer für die Kostenentwicklung bzw. die Information von Parlament und Öffentlichkeit auf Senatsseite verantwortlich ist und
- welche Maßnahmen oder Vorkehrungen künftig zu treffen sind, um bei großen Bauprojekten eine hinreichende und wahrheitsgemäße Entscheidungsgrundlage für das Parlament zu schaffen, eine gute Projektsteuerung sicherzustellen und unverhältnismäßige Kostensteigerungen zu Lasten der Stadt zu verhindern.“

Die Welt bemängelte, dass der Ausschuss die Frage nicht zu klären habe, warum sich keine der Fraktionen vor den Elbphilharmonie-Abschlüssen ausreichend sachkundig gemacht habe.

## Untersuchungsgegenstand

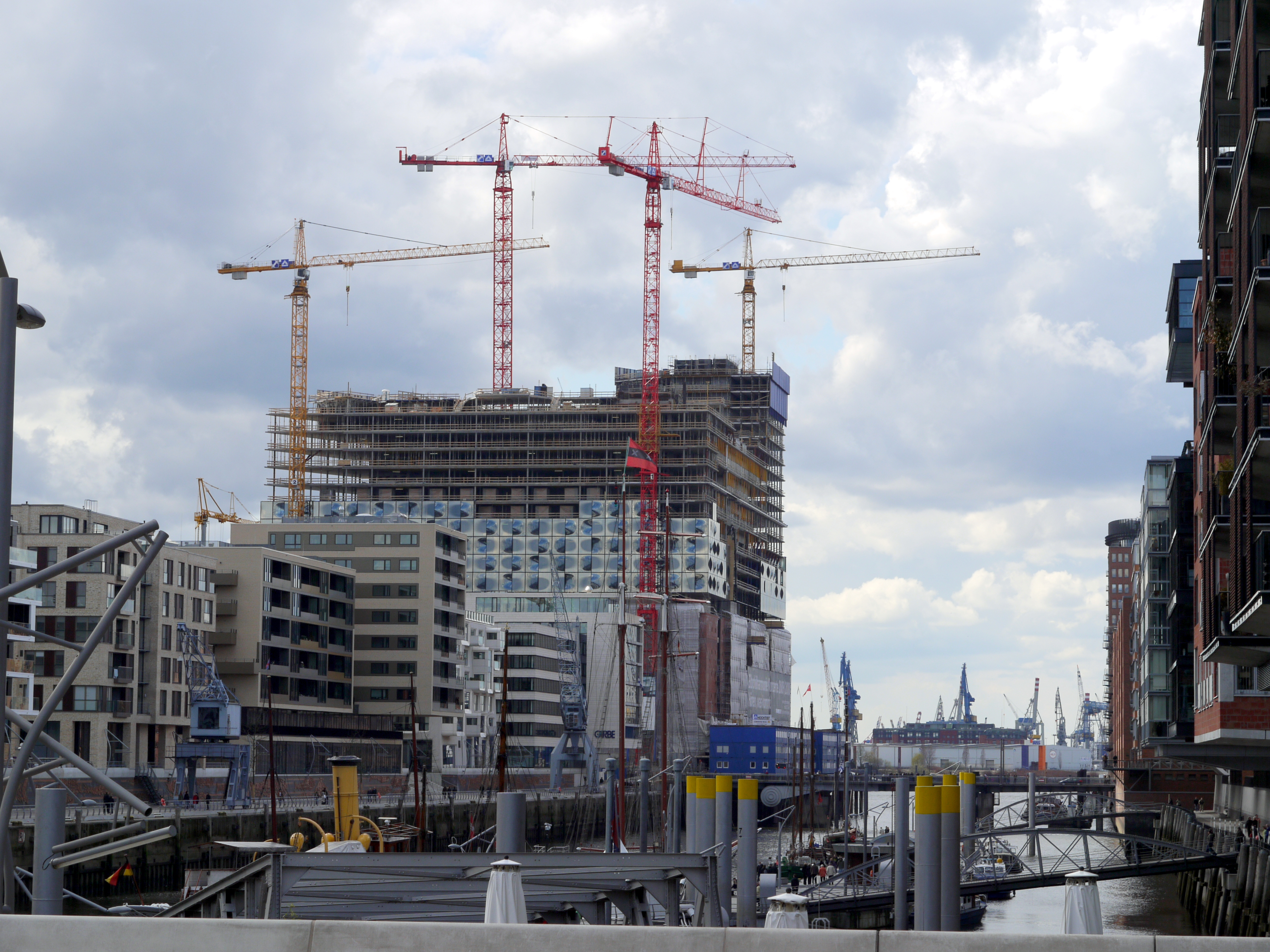
Blick über den Sandtorhafen nach Westen, zur Baustelle der Elbphilharmonie (April 2010)

zur detaillierten Geschichte des Baus siehe: Elbphilharmonie-Geschichte und Elbphilharmonie-Bauphase
Untersuchungsgegenstand ist der Verlauf des am 28. Februar 2007 von allen Fraktionen einstimmig beschlossenen Baus der Elbphilharmonie in der HafenCity.
Er sollte die Stadt Hamburg nach einer (unverbindlichen) Machbarkeitsstudie ursprünglich 114 Millionen Euro kosten und 2010 abgeschlossen werden. Bis zur Fertigstellung Ende 2016 stiegen die Kosten für die Stadt auf 789 Millionen Euro, wovon circa 200 Millionen Euro auf den kommerziellen Teil des Gebäudes entfielen, der ursprünglich durch einen privaten Investor finanziert werden sollte.
Der Untersuchungsausschuss konzentrierte sich in seiner Arbeit auf die Periode 2005 bis 2008 (Abschluss von 'Nachtrag 4').

## Abschlussbericht

### Struktur
Der Abschlussbericht ist in fünf Teile gegliedert. Hinzu kommen Anlagen und Minderheitsberichte.
Der erste Teil enthält die Einleitung.
Im zweiten Teil werden die untersuchten Themenkomplexe in jeweils eigenen Kapiteln dargestellt:
1. Kostenentwicklung
2. Vergabeverfahren
3. Verträge
4. Übernahme des Projekts durch die Stadt
5. Projektänderungen, Bauverzüge und Kostensteuerung
6. Nachtrag 4
7. Organisation der Projektrealisierungsgesellschaft
8. Auslagerung der Bauherrenaufgabe und Beaufsichtigung des Realisierungsträgers
9. Information der Bürgerschaft

Jedes dieser Kapitel besteht aus den Teilen „Einführung“, „Erkenntnisquellen“, „Sachverhalt“, „Untersuchung“ und „Fazit“.
Der dritte Teil des Untersuchungsberichts enthält die Ergebnisse. Allein deren Zusammenfassung hat einen Umfang von 10 Seiten.
Im vierten Teil macht der Untersuchungsausschuss Vorschläge zum kostenstabilen Bauen bei zukünftigen Projekten.
Teil 5 stellt die Verfahrensdetails dar.

### Ergebnisse
Der Untersuchungsbericht benennt auf 32 Seiten im Detail zahlreiche Fehler, die rund um das Projekt gemacht wurden und im Zusammenwirken die erheblichen Kostensteigerungen und Zeitverzögerungen verursachten. Hierunter sind:
- Verfrühte Ausschreibung trotz unfertige Planung
- Mangelnde Kontrolle vonseiten der Politik
- Das Dreiecksverhältnis zwischen Stadt, Bauunternehmen und Architekten führte zu unklaren Verantwortlichkeiten beim Bau
- Mangelnde Kapazität (sowohl Anzahl als auch Qualifikation der Mitarbeiter) der städtischen Realisierungsgesellschaft
- Unvollständige bzw. falsche Information der Bürgerschaft
- Bewusst zu niedrig angesetztes Angebot durch den Generalunternehmer, gefolgt von aggressivem Claim-Management

Der Bericht benennt zudem auch die Verantwortlichkeiten und Fehler von sechs Personen und zwei Unternehmen, die an hervorgehobener Stelle für das Projekt verantwortlich waren: Hartmut Wegener (bis Herbst 2008), Heribert Leutner (sein Nachfolger), Ole von Beust, Karin von Welck, Volkmar Schön (Staatsrat), Herzog & de Meuron (Architekten), Ute Jasper (Rechtsanwältin) und das Baukonsortium um Hochtief.